# Cardiotoxicitate
Cardiotoxicitatea implică o afectare la nivel cardiac și poate să fie indusă prin tratament medicamentos (cel mai adesea de chimioterapice ca antraciclinele).
Cardiotoxicitatea iatrogenă poate fi cauzată fie de moartea celulelor miocardice (prin procese de necroză sau apoptoză celulară), fiind astfel ireversibilă, fie prin disfuncția miocitelor, caz în care este reversibilă.